# 미세공격
미세공격(微細攻擊, Micro-aggression) 또는 '미세공격성' 또는 '미세한 공격'은 의도적이든 비의도적이든, 적대적, 경멸적, 부정적 편견과 어떤 집단(개인)을 폄하하는 사소하고 간단하며 평범한 일상 언어적, 행동적, 환경적 모욕에 쓰이는 용어이다. 이 용어는 정신과 의사이자 하버드 대학 교수 체스터 M. 피어스 교수가 1970년에 모욕과 묵살을 묘사하기 위해 만든 것으로, 비흑인 미국인이 아프리카계 미국인에게 주기적으로 행했던 것이다. 21세기 초반까지 이 용어의 사용은 성소수자, 빈곤층 및 장애인을 비롯한 사회적 배제 계층의 일시적인 저하에 적용되었다. 심리학자 대롤드 윙 수는 미세공격을 "집단 일원으로 인해 특정 개인에게 혐오스러운 메시지를 보내는 간단한 일상적인 교류"라고 정의한다. 말하는 사람은 선의였을 수 있으며 단어의 잠재적인 영향을 모를 수도 있다.
많은 학자들과 사회 논평가들은 과학적 기초가 부족하고, 주관적 증거에 지나치게 의존하며, 심리적 취약성을 촉진한다는 이유로 미세공격 개념을 비판하고 있다. 비평가들은 미세공격으로 해석될 행동을 피함으로써 자신의 자유를 제한하고 정서적 자해를 야기하며, 미세공격을 다루기 위해 권위자를 인용하다 보면 자기 자신의 논쟁을 중재하는 데 필요한 기술을 위축시킬 수 있다고 주장한다. 어떤 사람들은 언어적 행위를 묘사할 때 언어적 의미의 폭력을 쓰기 때문에, 피해를 과장하여 학대와 희생의 증대를 초래할 수 있다고 주장한다.

## 미세한 공격
미세한 공격(Microaggression) 또는 미세공격성은 여러연구에서 이러한 용어의 구성개념이 그 맥락에서 대 집단보다는 대 개인에서 보다 측정가능한 유효성이 높을것으로 예상하지만 이러한 결과에서 차별이 보여주는 내재화된 문제(internalizing problems) , 부정적 정서(negative affect)형성 그리고 스트레스등은 가해자와 피해자 모두에게 결과적으로 부정적인 영향을 미칠것이라는 사실을 지지하는 개념화된 모델을 제시하는 보다 강력한 연구의 필요성을 제안하고 있다. 이러한 미세한 공격과 같은 편견과 스트레스를 야기하는 요인들은 상호의존성 이론이나 정교화 가능성 모델등과의 균형을 관련지어 볼 수 있게한다.

## 같이 보기
- 관계 사고와 관계 망상
- 교차성
- 문화간 의사소통
- 미세불공평
- 반성소수자 수사학
- 백인 특권
- 비밀 인종 차별
- 서열주의
- 성소수자 편견
- 쇼비니즘
- 안전 공간
- 예의
- 외침 문화
- 적대적 귀속 편견
- 직업 성차별
- 집단 따돌림
- 트라우마 계기
- 편견 위협
- 편향
- 피해 의식